# Branislav Djurdjev
Branislav Djurdjev, srbski in bosansko-hercegovski zgodovinar, turcist, univerzitetni profesor in akademik, * 4. avgust 1908, Sremski Karlovci † 26. februar 1993, Sarajevo.
Djurdjev je deloval kot redni profesor za zgodovino turškega obdobja na Filozofski fakulteti v Sarajevu in bil dopisni član Slovenske akademije znanosti in umetnosti (od 7. februarja 1969).